# 국립중앙청소년디딤센터
국립중앙청소년디딤센터(National Youth Healing Center)는 상담·체험활동·교육 등을 통해 청소년이 건강하게 성장하도록 지원하고 청소년의 개인적 특성을 감안한 맞춤형 서비스 및 종합적·전문적 서비스를 제공하기 위하여 대한민국 여성가족부에서 설립하고 한국청소년상담복지개발원에서 위탁·운영하는 청소년보호·복지시설이다. 2만 6109m2규모에 상담치료실, 대안교육실, 생활관, 체육관, 운동장 및 생태체험 학습장 등을 갖추고 인터넷게임 중독, 학대 및 학교폭력 피해, 따돌림, 학교부적응 등으로 인해 정서·행동 장애를 겪는 9~18세 청소년에게 치료재활·생활보호·자립지원·교육서비스 등을 종합적으로 제공하며 입교인원은 1회 60명, 입교기간은 4개월 운영된다. 경기도 용인시 처인구 남사면 전궁리 13번지에 위치하고 있다.

## 연혁
- 2012년 10월 10일 국립중앙청소년디딤센터 개원[4]

## 조직

### 입·퇴소판정위원회

#### 사무국
- 경영관리부
- 치료재활부
- 치료사업부

## 같이 보기
- 한국청소년상담복지개발원
- 한국청소년정책연구원
- 한국청소년활동진흥원
- 한국청소년단체협의회